# Île à Bouleaux de Terre
Île à Bouleaux de Terre är en ö i Kanada.   Den ligger i provinsen Québec, i den östra delen av landet, 1 000 km nordost om huvudstaden Ottawa. Arean är 1,9 kvadratkilometer. Ön ligger i Archipel-de-Mingans nationalpark.
Terrängen på Île à Bouleaux de Terre är platt. Öns högsta punkt är 46 meter över havet. Den sträcker sig 1,6 kilometer i nord-sydlig riktning, och 2,0 kilometer i öst-västlig riktning.